# Kerrin Lee-Gartner
Kerrin Anne Lee-Gartner (ur. 21 września 1966 w Trail) – kanadyjska narciarka alpejska, mistrzyni olimpijska.

## Kariera
Do reprezentacji Kanady Kerrin Lee-Gartner powołana została w sezonie 1981/1982. W zawodach Pucharu Świata pierwsze punkty wywalczyła jednak 10 marca 1985 roku w Banff, zajmując 14. miejsce w supergigancie. W kolejnych latach łącznie sześć razy stawała na podium zawodów tego cyklu, po raz pierwszy dokonując tego 18 grudnia 1990 roku w Altenmarkt, gdzie była trzecia w zjeździe. W zawodach tych wyprzedziły ją jedynie Katharina Gutensohn z RFN oraz Austriaczka Petra Kronberger. Następnie zajmowała drugie miejsce w zjeździe 7 marca 1992 roku w Vail, drugie w supergigancie 15 marca 1992 oku w Panoramie, trzecie w zjeździe 12 grudnia 1992 roku w Vail, drugie w zjeździe 26 lutego 1993 roku w Veysonnaz oraz trzecie w supergigancie 15 stycznia 1994 roku w Cortina d’Ampezzo. Najlepsze wyniki osiągnęła w sezonie 1992/1993, kiedy była dziewiąta w klasyfikacji generalnej i trzecia w klasyfikacji zjazdu, ulegając tylko dwóm Niemkom: Katii Seizinger oraz Reginie Häusl. Była też między innymi czwarta w klasyfikacji zjazdu w sezonie 1991/1992.
Wielokrotnie startowała na mistrzostwach świata, najlepszy wynik osiągając na rozgrywanych w 1993 roku mistrzostwach świata w Morioce, gdzie była czwarta w supergigancie. W zawodach tych walkę o podium przegrała z Norweżką Astrid Lødemel o 0,14 sekundy. Zajmowała także siódmą pozycję w biegu zjazdowym podczas mistrzostw świata w Vail w 1989 roku i rozgrywanych dwa lata później mistrzostw świata w Saalbach-Hinterglemm. W 1988 roku brała udział w igrzyskach olimpijskich w Calgary, zajmując między innymi ósme miejsce w kombinacji. Największy sukces w karierze odniosła jednak na igrzyskach olimpijskich w Albertville w 1992 roku, gdzie zwyciężyła w zjeździe. W zawodach tych o 0,05 sekundy wyprzedziła Hilary Lindh z USA, a o 0,09 sekundy pokonała Austriaczkę Veronikę Wallinger. Był to pierwszy w historii złoty medal dla Kanady w tej konkurencji oraz pierwszy tytuł mistrzyni olimpijskiej w tej konkurencji wywalczony przez zawodniczkę spoza Europy. Na tej samej imprezie była też szósta w supergigancie, a w kombinacji została zdyskwalifikowana. Wystąpiła również na igrzyskach w Lillehammer w 1994 roku, gdzie zajęła czternaste miejsce w zjeździe i ósme w supergigancie. W 1994 roku zakończyła karierę.
Kilkukrotnie zdobywała medale mistrzostw Kanady, w tym złote w zjeździe w latach 1991, 1992 i 1993. Po zakończeniu kariery pracowała między innymi jako komentator sportowy dla kanadyjskiej stacji CBC.

## Osiągnięcia

### Igrzyska olimpijskie
| Miejsce | Dzień     | Rok  | Miejscowość | Konkurencja | Czas biegu  | Strata     | Zwyciężczyni       |
| ------- | --------- | ---- | ----------- | ----------- | ----------- | ---------- | ------------------ |
| 15.     | 19 lutego | 1988 | Calgary     | Zjazd       | 1:25,86 min | +2,21 s    | Marina Kiehl       |
| 8.      | 21 lutego | 1988 | Calgary     | Kombinacja  | 29,25 pkt   | +36,01 pkt | Anita Wachter      |
| 23.     | 22 lutego | 1988 | Calgary     | Supergigant | 1:19,03 min | +3,08 s    | Sigrid Wolf        |
| 17.     | 24 lutego | 1988 | Calgary     | Gigant      | 2:06,49 min | +6,83 s    | Vreni Schneider    |
| DSQ     | 26 lutego | 1988 | Calgary     | Slalom      | 1:36,69 min | -          | Vreni Schneider    |
| DSQ     | 13 lutego | 1992 | Albertville | Kombinacja  | 2,55 pkt    | -          | Petra Kronberger   |
| 1.      | 15 lutego | 1992 | Albertville | Zjazd       | 1:52,55 min | -          | -                  |
| 6.      | 18 lutego | 1992 | Albertville | Supergigant | 1:21,22 min | +2,54 s    | Deborah Compagnoni |
| 8.      | 15 lutego | 1994 | Lillehammer | Supergigant | 1:22,15 min | +0,83 s    | Diann Roffe        |
| 19.     | 19 lutego | 1994 | Lillehammer | Zjazd       | 1:35,93 min | +2,29 s    | Katja Seizinger    |

### Mistrzostwa świata
| Miejsce | Dzień       | Rok  | Miejscowość | Konkurencja | Czas biegu  | Strata     | Zwyciężczyni       |
| ------- | ----------- | ---- | ----------- | ----------- | ----------- | ---------- | ------------------ |
| DNF     | 4 lutego    | 1985 | Bormio      | Kombinacja  | 18,72 pkt   | -          | Erika Hess         |
| DNF     | 9 lutego    | 1985 | Bormio      | Slalom      | 1:29,58 min | -          | Perrine Pelen      |
| 9.      | 2 lutego    | 1989 | Vail        | Kombinacja  | 5,65 pkt    | +53,59 pkt | Tamara McKinney    |
| 7.      | 5 lutego    | 1989 | Vail        | Zjazd       | 1:46,50 min | +1,95 s    | Maria Walliser     |
| 20.     | 8 lutego    | 1989 | Vail        | Supergigant | 1:19,46 min | ?          | Ulrike Maier       |
| DNF     | 11 lutego   | 1989 | Vail        | Gigant      | 2:29,37 min | -          | Vreni Schneider    |
| 7.      | 26 stycznia | 1991 | Saalbach    | Zjazd       | 1:29,12 min | +0,90 s    | Petra Kronberger   |
| 16.     | 29 stycznia | 1991 | Saalbach    | Supergigant | 1:08,72 min | ?          | Ulrike Maier       |
| DNF     | 31 stycznia | 1991 | Saalbach    | Kombinacja  | 26,45 pkt   | -          | Chantal Bournissen |
| 24.     | 2 lutego    | 1991 | Saalbach    | Gigant      | 2:07,45 min | ?          | Pernilla Wiberg    |
| 17.     | 5 lutego    | 1993 | Morioka     | Kombinacja  | 3,39 pkt    | ?          | Miriam Vogt        |
| 23.     | 10 lutego   | 1993 | Morioka     | Gigant      | 2:17,59 min | +4,92 s    | Carole Merle       |
| 9.      | 11 lutego   | 1993 | Morioka     | Zjazd       | 1:27,38 min | +1,03 s    | Kate Pace          |
| 4.      | 14 lutego   | 1993 | Morioka     | Supergigant | 1:33,52 min | +0,69 s    | Katja Seizinger    |

### Puchar Świata

#### Miejsca w klasyfikacji generalnej
- sezon 1984/1985: 82
- sezon 1986/1987: 77
- sezon 1987/1988: 28
- sezon 1988/1989: 51
- sezon 1989/1990: 49
- sezon 1990/1991: 16
- sezon 1991/1992: 14
- sezon 1992/1993: 9
- sezon 1993/1994: 31

#### Miejsca na podium
1. Altenmarkt – 18 grudnia 1990 (zjazd) – 3. miejsce
2. Vail – 7 marca 1992 (zjazd) – 2. miejsce
3. Panorama – 15 marca 1992 (supergigant) – 2. miejsce
4. Vail – 12 grudnia 1992 (zjazd) – 3. miejsce
5. Veysonnaz – 26 lutego 1993 (zjazd) – 2. miejsce
6. Cortina d’Ampezzo – 15 stycznia 1994 (supergigant) – 3. miejsce